# 中尾彰
中尾 彰（なかお しょう、1904年〈明治37年〉5月21日 - 1994年〈平成6年〉10月6日）は、昭和初期～平成初期にかけて活躍した日本の洋画家、童画・絵本作家、詩人。島根県鹿足郡津和野町出身
。

## 略歴
津和野で生まれ、教員をしていた父親の仕事の関係で物心つく前に津和野から離れ、幼年期を中国山脈の山間の草深い村で過ごす。高等小学校進学を機に津和野へ戻り、卒業目前に満州へと渡る。独学で絵を学び、満鉄育成学校を卒業後は島根県下で教員生活を送る傍ら、時折上京して画学生をする生活を送り、1931年（昭和6年）の第1回独立美術協会展に入選。
以来、独立美術協会を中心に油彩画を発表し、1949年（昭和24年）には同協会会員に、また、1992年（平成4年）には同協会会員功労賞を受賞する。このような画家としての活動の一方で、1935年頃から文芸同人誌「日暦」に参加して詩文を発表。また1941年（昭和16年）から子供のための美術運動を展開し、児童出版物に執筆するとともに教科書や新聞の挿絵などを多数手がけた。
作風は、初期の暗い色調のものから、青や緑などの優しい色彩で形態を単純化したものへ、また草木と人物を組み合わせたパステル調の情緒的なものへと展開していったが、作品の多くは戦中及び戦後の火災によって焼失してしまった。1994年10月、済生会熊本病院新館の壁画を妻・吉浦摩耶と制作中に倒れ、脳腫瘍のため熊本市内の病院にて死去。享年90。

## 年譜
- 1904年 - 津和野に生まれる。
- 1920年 - 満州に渡り、満鉄育成学校へ入学。
- 1925年 - 島根県下の小学校、女学校教諭となる。
- 1928年 - 教員仲間の加納辰夫らと知り合い、松江洋画研究所の活動に参加。
- 1931年 - 第1回独立美術展出品。以後、独立展出品。
- 1932年 - 北川文（あや）と結婚。
- 1935年 - 文芸誌「日暦」同人として詩文を発表。詩集、詩画集も刊行する。この頃、東京・練馬へ転居。
- 1937年 - 独立賞受賞。会員に推挙される。
- 1941年 - この頃より子供のための美術を提唱し、数多くの児童出版物を執筆。童心文化美術協会を創立する。
- 1942年 - 満鉄の招待で一ヵ月ほど田畑修一郎、巽聖歌と満洲旅行をする。
- 1945年 - 疎開先の蓼科で終戦を迎える。
- 1946年 - 武井武雄、初山滋らと日本童画会を創立して新人育成に尽力する。
- 1947年 - 文部省が最初の色刷国定教科書の挿絵を中尾に頼みに来た事をきっかけに、教科書の絵を受け持つ様になる。
- 1953年 - 長野県茅野市の蓼科高原にアトリエを建て、以後毎年、一年の半分近くをこの地で過ごす。
- 1955年 - 『ひつじさんとおしくら』をはじめとする作品が評価され第4回小学館絵画賞を受賞。
- 1963年 - いわさきちひろ、赤羽末吉、遠藤てるよ、柿本幸造、渡辺三郎、丸木俊らと「ぐるうぷ堊（かべ）」を結成。
- 1965年 - 火災のためこれまで制作した作品の多くを失う。
- 1965～76年 - 度々ヨーロッパに滞在。オーストリア、チロルの山村に取材制作する。
- 1970年 - 妻・文、病死。
- 1972年 - 里見勝蔵の呼びかけにより写実画壇の創立に参加。洋画家・吉浦摩耶と再婚する。
- 1979年 - 済生会熊本病院の壁画制作。
- 1982年 - 日本児童文芸家協会より児童文化功労者として表彰される。
- 1990年 - 島根県立美術館に作品多数を収蔵。
- 1992年 - 故郷である島根県津和野町・杜塾美術館に妻・吉浦摩耶の作品と共に作品多数常設展示される。
- 1993年 - 静岡県富士十里木の火災で多くの作品を焼失。
- 1994年 - 済生会熊本病院新館壁画制作中に死去。

## 受賞歴
- 第7回独立展　協会賞（1937）
- 第4回小学館児童文化賞（現・小学館児童出版文化賞）：『ひつじさんとおしくら』ほか（1955）
- 第8回高橋五山賞　画家賞：「天人のよめさま」（1969年）
- 日本児童文芸家協会児童文化功労賞（1982）
- 独立美術協会会員功労賞（1992）

## 主な作品

### 洋画
- 残塁（旧満州）（1931）　島根県立美術館
- 高原　（1939）　練馬区立美術館
- 林の中　（1951）　茅野市美術館
- 庭前にて　（1980）　島根県立美術館
- 林の女人たち　（連作）　杜塾美術館
- 月夜の散歩　（1989）　杜塾美術館
- 高原の楽しき日　（1993）　諏訪中央病院壁画（吉浦摩耶との合作）

### 著作
- 『キツネノシッポ』　（絵ばなし文庫）1943年（中央出版協会）
- 『ペキンデミタコドモ』　1943年（富永興文堂）
- 『イソップヱホン』（上巻・下巻）　1946年（新泉社）
- 『一年生になったくまくんりすくん』　1947年（コドモノマド社）
- 『うらしまたろう』（日本昔噺シリーズ）1947年（育英出版）
- 『はなさかじいさん』（日本昔噺シリーズ）1947年（育英出版）
- 『ねずみのてがみ』　1948年（新世界社）
- 『ひつじさんとおしくら』　1955年　チャイルドブック　30年2月号
- 『うちのふくろう』　1969年（童心社）
- 『蓼科の花束』　1970年（童心社）
- 詩集『愛の別れ　蓼科の別れの歌』1971年（新潮社）
- 『子どもの四季：詩と絵』　1973年（童心社）
- 『美しき津和野』（若い人の絵本21）　1976年（童心社）
- 『あかいてぶくろ』（童心社の絵本）1979年（童心社）
- 『中尾彰・絵と随筆集』　1979年（童心社）
- 『詩集　人生』　1988年（東峰書房）

### 挿絵・装丁
- 『美しき名を呼ぶ』（伊藤佐喜雄小説集）1942年（伊藤佐喜雄：著、天理時報者）装幀
- 『さかだち学校』（少年少女文庫）1942年（田畑修一郎：著、偕成社）挿絵
- 『どんぐりと山猫』（ともだち文庫）1942年（宮沢賢治：著、中央公論社）. NCID BN14399231
- 『満州・繪ばなし』1943年（坪田譲治：著、帝国教育會出版部）. NCID BB05964261
- 『七人の子供』1944年（坪田譲治：著、東亜春秋社）
- 『魔法の庭』1946年（坪田譲治：著、香柏書房）
- 『角笛を吹く子：未明童話集』　1947年（小川未明：著、雁書房）
- 『天まで上れ』1947年（横山美智子：著、明治図書出版社）
- 『ごんぎつね』（小学生全集）1951年（新美南吉：著、筑摩書房）. NCID BN1495554X
- 『風の又三郎』（ロビン・ブックス）1955年（宮沢賢治：著、河出書房）. NCID BA83837427
- 『日本童謡物語』（日本児童文庫）1955年（北原白秋：編、アルス）
- 『はさみをほしがるかに』（私たちのほんだなシリーズ）1956年（加藤輝男：著、泰光社）
- 『青い柿』（日本童話名作選集）1957年（島崎藤村：著、三十書房）
- 『放送名作童話：NHK・民間放送局』　（2年生）1959年（村岡花子等：編、金の星社）
- 『太郎コオロギ』　1965年（今西祐行：著、実業之日本社）
- 『ひろすけ童話』　1966年（浜田広介：著、金の星社）
- 『二十四の瞳』（少年少女世界文学全集）1968年（壺井栄：著、学習研究社）. NCID BA37766067

- 『天人のよめさま』1969年（松谷みよ子：文、童心社）
- 『鯉になったお坊さん』（子どもの古典）1970年（坪田譲治：文、童心社）
- 『風の中の子供』　1971年（坪田譲治：著、ポプラ社）ISBN 978-4591000212
- 『つるのおんがえし紙芝居：日本の民謡より』（紙しばい名作選）1975年（坪田譲治：脚本、童心社）
- 『一つの花』（今西祐行絵ぶんこ）1986年（今西祐行：著、あすなろ書房）ISBN 978-4037390402

ほか多数